# アレクセイ・クロパトキン
アレクセイ・ニコラエヴィッチ・クロパトキン（Алексе́й Никола́евич Куропа́ткин, Aleksei Nikolaevich Kuropatkin, 1848年3月29日 - 1925年1月16日）は、帝政ロシアの軍人。ロシア帝国陸軍大臣、日露戦争時のロシア満洲軍総司令官を歴任した。

## 略歴
プスコフ県の退役大尉の家庭に生まれる。第1幼年団（幼年学校）に送られ、1864年、パヴロフスク軍学校に入校した。卒業後、陸軍中尉に任官し、トルケスタン大隊に配属された。1867年から1868年に、ブハラ遠征、サマルカンド攻略等に参加した。
1871年、参謀本部アカデミーに入校し、首席で卒業した。卒業後、ドイツ、フランス、アルジェリアに派遣され、フランス軍のサハラ遠征に参加した。帰国後、これらの体験を基にした『アルジェリア』（1877年）を執筆した。完全徴兵制移行後の1875年、再びトルケスタンに戻り、コーカンド遠征に参加した。
1877年9月から翌年同月まで露土戦争において第16歩兵師団（スコポロフ少年隊）参謀長として功績を上げた後、1879年からトルケスタン狙撃兵旅団長。ギョクデペの戦いでは、スコベレフ司令官の参謀として、サマルカンドに駐屯する部隊を率いて占領作戦を行い、1881年1月にトルクメニスタン南部のギョクデペ要塞を撃破してその名を馳せた。1883年以後の参謀本部付きを経て、1890年に中将に昇進しザカスピ軍管区司令官。
実戦経歴を伴う優れた軍人であるとして評価され、1898年1月にニコライ2世により陸軍大臣に任命される。陸軍大臣時の1903年、同皇帝の勅命により極東視察のため来日、日本では新築後の芝離宮に国賓として滞在した。事実上の偵察であったが、青山練兵場で挙行された観兵式などの歓迎を受けた。日本の軍事力を高く評価、日本との軍事衝突には一貫して反対していたが、日露戦争開戦直前にロシア満洲軍総司令官に任命される。しかし日本軍に連戦連敗し、奉天会戦に敗北した責任を取らされロシア満洲軍総司令官を罷免され第1軍司令官に降格される。
日露戦争後は軍中央から退き、第一次世界大戦ではロシア北部方面軍・第5軍を指揮しドイツ軍と戦うが大敗する。1916年7月、トルケスタン総督に転出し、折しも発生した1916年蜂起を武力鎮圧。その後2月革命の際に逮捕投獄されるが危険人物と見なされずにすぐに釈放され、晩年は故郷で教師として静かな余生を送る。

## 日露戦争時の戦術

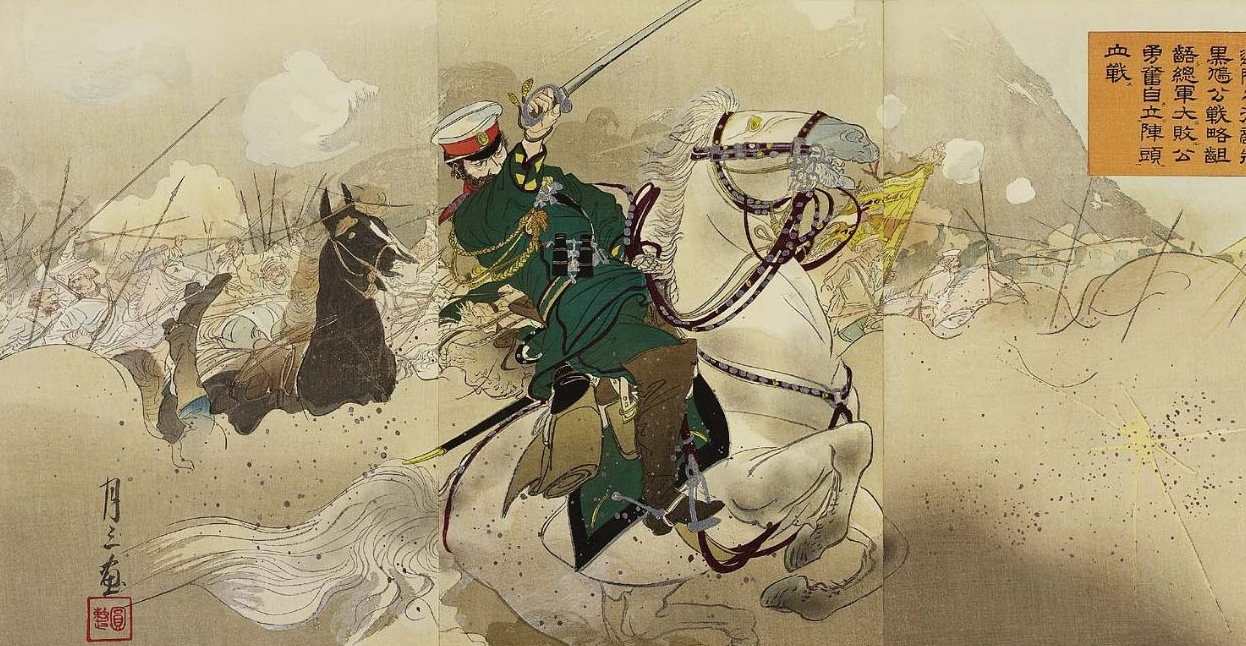
尾形月山作「遼陽之役敵将黒鳩公戦略齟齬総軍大敗公勇奮自立陣頭血戦」

日本軍の能力を高く評価していたクロパトキンは、日本軍との全面直接対決を極力避けた上でシベリア鉄道の輸送力を活用し、兵力と物資の蓄積を図りつつ、日本軍を北方に吊り上げて補給路が伸びきり疲労が激しくなった所を一挙に殲滅するという作戦を計画した。
敵を引き付けて叩くという戦法はロシア軍の定石戦法ではあるが、クロパトキンが大量の物資を輸送出来る鉄道という手段に注目し活用したことは、後の第二次世界大戦の独ソ戦やソ連対日参戦でも利用されており、日露戦争当時としては比較的斬新な戦法であったとも推察できる。

## 逸話
- 魚釣りが趣味で、傍らには釣り竿を置き、戦場でも時間があれば釣りをしていた。来日の際も日本軍の将校と共に海釣りに出かけ、見事なボラを釣上げたという。
- 1876年から77年にかけてカシュガル地方を訪れたロシアの外交団の一人でもあった。この体験を元に『カシュガリア』と言う報告書を纏め、1879年に出版された[2]。この出版物は、後に著名な中央アジア探検家として知られるスウェーデンの探検家スヴェン・ヘディンに影響を与えた。ヘディンは、1890年にクロパトキンと出会い、感銘を受けたという。
- 小説『ロリータ』で知られる作家ウラジーミル・ナボコフの自伝（『記憶よ、語れ』）のなかでは、名門貴族で有力な政治家であったナボコフの父親ウラジーミル・ドミトリエヴィチ・ナボコフを訪ねてきたクロパトキンと、幼いナボコフの邂逅が描かれている。1904年の「はじめの頃のある日の午後」、当時5歳だったナボコフを喜ばせようとして、クロパトキンは寝椅子の上でマッチ棒を使った遊びを披露していた。そのとき、副官が室内に案内されて入ってきて、クロパトキンに何かを告げた。すると彼は「ロシア人らしい狼狽と不平の声をあげてすぐ立ちあがり」、その反動でマッチの棒が寝椅子からバラバラに飛び上がった。「その日、将軍はロシア極東軍総司令官の大命を受けたのだった」と書かれている。また同書によれば、1919年にナボコフ一家がボルシェヴィキに占領されたサンクトペテルブルクから南ロシアに脱出しようとしていたところ、その道中の橋の上で、羊革のコートを着て農民に変装していたクロパトキンに呼び止められた。そしてナボコフの父親にマッチの火を貸してくれと頼んだという。

## 日本文化において
- かつては漢字で「黒鳩金」「黒鳩公」と当て字されることがあった。
- 戦前によく歌われていた「乃木大将」の手鞠歌では、「日本の、乃木さんが、凱旋す、雀、目白、ロシヤ、野蛮国、クロパトキン、金の玉…」という風に、歌詞にクロパトキンが含まれている。

## 著作
- 『満州悲劇の序曲』
  - 大竹博吉訳『ロシア革命の裏面史譚選輯. 特輯』 P.287～ 1929年
  - 大竹博吉訳『満洲と日露戦争 : 外交秘録』 P.229～ 1933年
- А. Н. Куропа́ткин (1879) (ロシア語). Кашгария. Историко-географический очерк страны, её военные силы, промышленность и торговля. Санкт-Петербург: ИРГО（ロシア語版、英語版） (Электронный ресурс РГБ)
  - A. N. Kuropatkin Walter E. Gowan訳 (1882) (英語). Kashgaria, Eastern or Chinese Turkistan: Historical and Geographical Sketch of the Country, its Military Strength, Industries, and Trade. Calcutta, Thacker, Spink and Co., etc. etc.